# سکالنگه
سکالنگه (به ایتالیایی: Scalenghe) یک کومونه در ایتالیا است که در استان تورین واقع شده‌است. سکالنگه ۳۱٫۷ کیلومتر مربع مساحت و ۳٬۳۲۵ نفر جمعیت دارد و ۲۶۲ متر بالاتر از سطح دریا واقع شده‌است.

## خواهرخوانده
شهر Zhlobin خواهرخواندهٔ سکالنگه هست.